# كيكو فيمينيا
كيكو فيمينيا (مواليد 2 فبراير 1991) هو لاعب كرة قدم إسباني يلعب في مركز الظهير الأيمن في نادي فياريال.

## روابط خارجية
- كيكو فيمينيا على موقع الاتحاد الدولي (مؤرشف)  (الإنجليزية)
- كيكو فيمينيا على موقع الاتحاد الأوربي (الإنجليزية)
- كيكو فيمينيا على موقع قاعدة بيانات كرة القدم.إي يو (الإنجليزية)
- كيكو فيمينيا على موقع Soccerbase.com (لاعب) (الإنجليزية)
- كيكو فيمينيا على موقع Soccerway.com (الإنجليزية)
- كيكو فيمينيا على موقع عالم كرة القدم.نت (الإنجليزية)
- كيكو فيمينيا على موقع AS.com (الإسبانية)